# Byttneria cristobaliana
Byttneria cristobaliana är en malvaväxtart som beskrevs av L. J. Dorr. Byttneria cristobaliana ingår i släktet Byttneria och familjen malvaväxter. Inga underarter finns listade i Catalogue of Life.